# Élections législatives de 1958 en Savoie
Les élections législatives françaises de 1958 se déroulent les 23 et 30 novembre 1958. Dans le département de la Savoie, trois députés sont à élire dans le cadre de trois circonscriptions.

## Élus
| Circonscription | Député élu      | Parti | Parti |
| --------------- | --------------- | ----- | ----- |
| 1re             | Jean Delachenal |       | CNIP  |
| 2e              | Joseph Fontanet |       | MRP   |
| 3e              | Pierre Dumas    |       | UNR   |

## Système électoral
Pour la première fois depuis 1936, les élections législatives ont lieu au scrutin uninominal majoritaire à deux tours dans des circonscriptions uninominales.
Est élu au premier tour le candidat qui réunit la majorité absolue des suffrages exprimés et un nombre de voix au moins égal au quart (25 %) des électeurs inscrits dans la circonscription. Si aucun des candidats ne satisfait ces conditions, un second tour est organisé entre les candidats ayant réuni un nombre de voix au moins égal à 5 % des suffrages exprimés. Au second tour, le candidat arrivé en tête est déclaré élu.
Le seuil de qualification, basé sur un pourcentage relativement faible des suffrages exprimés, tend à faciliter l'accès au second tour de plus de deux candidats. Les candidats en lice au second tour peuvent ainsi fréquemment être trois, un cas de figure appelé « triangulaire ». Lorsque quatre candidats s'affrontent au second tour, on parle de « quadrangulaire ».

## Résultats

### Résultats à l'échelle du département
| Parti          | Parti                                            | Premier tour | Premier tour | Second tour | Second tour | Sièges |
| Parti          | Parti                                            | Voix         | %            | Voix        | %           | Sièges |
| -------------- | ------------------------------------------------ | ------------ | ------------ | ----------- | ----------- | ------ |
|                | Centre national des indépendants et paysans      | 21 092       | 19,94        |             |             | 1      |
|                | Union pour la nouvelle République                | 15 865       | 14,25        | 24 614      | 37,09       | 1      |
|                | Droite parlementaire                             | 36 957       | 33,19        | 24 614      | 37,09       | 2      |
|                |                                                  |              |              |             |             |        |
|                | Parti communiste français                        | 23 451       | 21,06        | 22 326      | 33,64       | 0      |
|                | Mouvement républicain populaire                  | 22 898       | 20,56        | 19 428      | 29,27       | 1      |
|                | Section française de l'Internationale ouvrière   | 15 703       | 14,10        | Retrait     | Retrait     | 0      |
|                | Parti républicain, radical et radical-socialiste | 6 271        | 5,63         | Retrait     | Retrait     | 0      |
|                | Centre républicain                               | 6 077        | 5,46         |             |             | 0      |
|                |                                                  |              |              |             |             |        |
| Inscrits       | Inscrits                                         | 153 083      | 100,00       | 96 138      | 100,00      | 3      |
| Abstentions    | Abstentions                                      | 39 895       | 26,06        | 27 203      | 28,3        |        |
| Votants        | Votants                                          | 113 188      | 73,94        | 68 935      | 71,7        |        |
| Blancs et nuls | Blancs et nuls                                   | 1 831        | 1,62         | 2 567       | 3,72        |        |
| Exprimés       | Exprimés                                         | 111 357      | 98,38        | 66 368      | 96,28       |        |

### Résultats par circonscription

#### Première circonscription (Chambéry - Aix-les-Bains)
|                | Jean Delachenal élu | CNIP           | 21 092 | 51,1   |  |  |  |
|                | Auguste Mudry       | PCF            | 7 118  | 17,25  |  |  |  |
|                | Roland Bellet       | SFIO           | 6 988  | 16,93  |  |  |  |
|                | Henri Viaud         | CR             | 6 077  | 14,72  |  |  |  |
|                |                     |                |        |        |  |  |  |
| Inscrits       | Inscrits            | Inscrits       | 56 979 | 100,00 |  |  |  |
| Abstentions    | Abstentions         | Abstentions    | 14 794 | 25,96  |  |  |  |
| Votants        | Votants             | Votants        | 42 185 | 74,04  |  |  |  |
| Blancs et nuls | Blancs et nuls      | Blancs et nuls | 910    | 2,16   |  |  |  |
| Exprimés       | Exprimés            | Exprimés       | 41 275 | 97,84  |  |  |  |

#### Deuxième circonscription (Albertville)
| Candidat       | Candidat            | Parti          | Premier tour | Premier tour | Second tour | Second tour |  |
| Candidat       | Candidat            | Parti          | Voix         | %            | Voix        | %           |  |
| -------------- | ------------------- | -------------- | ------------ | ------------ | ----------- | ----------- |  |
|                | Joseph Fontanet élu | MRP            | 12 402       | 40,39        | 19 428      | 71,64       |  |
|                | Jules Bianco        | Radsoc         | 6 271        | 20,42        | Retrait     | Retrait     |  |
|                | Marcel Rochaix      | PCF            | 5 543        | 18,05        | 7 692       | 28,36       |  |
|                | Bernard de Poret    | UNR            | 4 552        | 14,82        | Retrait     | Retrait     |  |
|                | Charles Minjoz      | SFIO           | 1 940        | 6,32         | Retrait     | Retrait     |  |
|                |                     |                |              |              |             |             |  |
| Inscrits       | Inscrits            | Inscrits       | 43 025       | 100,00       | 43 074      | 100,00      |  |
| Abstentions    | Abstentions         | Abstentions    | 11 939       | 27,75        | 14 258      | 33,1        |  |
| Votants        | Votants             | Votants        | 31 086       | 72,25        | 28 816      | 66,9        |  |
| Blancs et nuls | Blancs et nuls      | Blancs et nuls | 378          | 1,22         | 1 696       | 5,89        |  |
| Exprimés       | Exprimés            | Exprimés       | 30 708       | 98,78        | 27 120      | 94,11       |  |

#### Troisième circonscription (Chambéry - Saint-Jean-de-Maurienne)
| Candidat       | Candidat         | Parti          | Premier tour | Premier tour | Second tour | Second tour |  |
| Candidat       | Candidat         | Parti          | Voix         | %            | Voix        | %           |  |
| -------------- | ---------------- | -------------- | ------------ | ------------ | ----------- | ----------- |  |
|                | Pierre Dumas élu | UNR            | 11 313       | 28,73        | 24 614      | 62,71       |  |
|                | Pierre Cot       | PCF            | 10 790       | 27,4         | 14 634      | 37,29       |  |
|                | Jean Blanc       | MRP            | 10 496       | 26,66        | Retrait     | Retrait     |  |
|                | Paul Perrier     | SFIO           | 6 775        | 17,21        | Retrait     | Retrait     |  |
|                |                  |                |              |              |             |             |  |
| Inscrits       | Inscrits         | Inscrits       | 53 079       | 100,00       | 53 064      | 100,00      |  |
| Abstentions    | Abstentions      | Abstentions    | 13 162       | 24,8         | 12 945      | 24,4        |  |
| Votants        | Votants          | Votants        | 39 917       | 75,2         | 40 119      | 75,6        |  |
| Blancs et nuls | Blancs et nuls   | Blancs et nuls | 543          | 1,36         | 871         | 2,17        |  |
| Exprimés       | Exprimés         | Exprimés       | 39 374       | 98,64        | 39 248      | 97,83       |  |